# 乔利杰
乔利杰（1957年—），山东人。北京科技大学材料失效与控制研究所教授，研究方向为材料的环境断裂机理、材料的摩擦磨损、低维材料的纳米力学、材料的失效分析等。中华人民共和国教育部第二批“长江学者”特聘教授。主持“973”计划等多个重点学术科研项目、担任《自然科学进展》等多个期刊编委、发表数百篇论文、获得多个奖项。
1978年2月至1988年6月先后获得北京科技大学材料科学与工程学院腐蚀与防护专业获学士学位、金属物理专业获硕士学位、材料物理专业获博士学位，毕业后留校任教；1993年至1998年在加拿大卡尔加里大学、多伦多大学以及阿尔伯塔大学攻读博士后。